# György Garics
György Garics (Szombathely, Vas, Hungría, 8 de marzo de 1984) es un exfutbolista húngaro, nacionalizado austríaco, de padres croatas, que jugaba de defensa. 

## Trayectoria
Debutó en la Bundesliga Austriaca con el Rapid Viena, con el que ganó un campeonato nacional. Además compitió en la Copa de la UEFA (2004-05) y en la Liga de Campeones (2005-06).
El 29 de agosto de 2006 fue transferido al Napoli italiano. Marcó su primer gol en la Serie A el 11 de mayo de 2008 (Napoli-Milan 3-1).
El 1 de julio de 2008 fue cedido al Atalanta, para luego fichar en agosto de 2010 por el Bologna.
Se retiró en 2018 tras jugar los últimos meses de su carrera en el Imolese Calcio 1919.

### Selección nacional
Garics fue capitán de la selección sub-21 austriaca. Debutó con la selección absoluta el 6 de octubre de 2006 frente a Liechtenstein, anotando 1 gol. Participó en la Eurocopa 2008 de Austria y Suiza.

### Participaciones en Eurocopas
| Eurocopa      | Sede            | Resultado    |
| ------------- | --------------- | ------------ |
| Eurocopa 2008 | Austria y Suiza | Primera fase |
| Eurocopa 2016 | Francia         | Primera fase |

## Clubes
| Club                | País     | Año       |
| ------------------- | -------- | --------- |
| S. K. Rapid Viena   | Austria  | 2002-2006 |
| S. S. C. Napoli     | Italia   | 2006-2008 |
| Atalanta B. C.      | Italia   | 2008-2010 |
| Bologna F. C. 1909  | Italia   | 2010-2015 |
| SV Darmstadt 98     | Alemania | 2015-2016 |
| Imolese Calcio 1919 | Italia   | 2017-2018 |

## Palmarés

### Campeonatos nacionales
| Título     | Club           | País    | Año     |
| ---------- | -------------- | ------- | ------- |
| Bundesliga | SK Rapid Viena | Austria | 2004-05 |